# Trässbergs socken
Trässbergs socken i Västergötland ingick i Skånings härad, uppgick 1969 i Lidköpings stad och området ingår sedan 1971 i Lidköpings kommun och motsvarar från 2016 Trässbergs distrikt.
Socknens areal är 20,01 kvadratkilometer varav 19,56 land. År 2000 fanns här 263 invånare. Sockenkyrkan Trässbergs kyrka ligger i socknen.

## Administrativ historik
Socknen har medeltida ursprung. Efter 1546 införlivades Rycka socken.
Vid kommunreformen 1862 övergick socknens ansvar för de kyrkliga frågorna till Trässbergs församling och för de borgerliga frågorna bildades Trässbergs landskommun. Landskommunen uppgick 1952 i Saleby landskommun som 1969 uppgick i Lidköpings stad som 1971 ombildades till Lidköpings kommun. Församlingen uppgick 2006 i Sävare församling.
1 januari 2016 inrättades distriktet Trässberg, med samma omfattning som församlingen hade 1999/2000.  
Socknen har tillhört län, fögderier, tingslag och domsagor enligt vad som beskrivs i artikeln Skånings härad. De indelta soldaterna tillhörde Skaraborgs regemente, Skånings kompani och Västgöta regemente, Livkompaniet.

## Geografi
Trässbergs socken ligger söder om Lidköping mellan Lidan i väster och Flian i öster. Socknen är en odlad slättbygd.

## Fornlämningar
Lösfynd från stenåldern är påträffats.

## Namnet
Namnet skrevs 1360 Thresberga och kommer från kyrkbyn. Efterleden är berg och syftar på den ås byn ligger på. Förleden kan innehålla thräsa, 'blåsa ihållande och kallt (om vind)'.